# ريتشارد هولواي
ريتشارد هولواي (بالإنجليزية: Richard Holloway)‏ هو قسيس بريطاني، ولد في 26 نوفمبر 1933 في Possilpark ‏ في المملكة المتحدة.

## وصلات خارجية
- ريتشارد هولواي على موقع ميوزك برينز (الإنجليزية)